# أحمد تاج الدين حليم شاه الأول
بادوكا سري السلطان أحمد تاج الدين حليم شاه الأول بن السلطان عبد الله معظم شاه (توفي 15 فبراير 1710) كان سلطان قدح الثامن عشر. كان عهده من 1706 إلى 1710. عيّن ولياً للعهد بلقب رجا مودا بعد أن غادر شقيقه الأكبر تونكو محمد جوي إلى سومطرة.